# Ella Cara Deloria
Ella Cara Deloria o Aŋpétu Wašté Wiŋ (Beautiful Day) (Reserva Yankton, Dakota del Sud, 31 de gener de 1889 - Tripp, Dakota del Sud, 12 de febrer de 1971) fou una lingüista, antropòloga i escriptora sioux yankton. Era neta del cap tribal i bisbe episcopalià. Estudià magisteri i col·laborà amb Franz Boas i Ruth Benedict, cosa que la va moure a compondre Dakota texts (1932), Dakota grammar (1942), Speaking of indians (1944). Va escriure la novel·la Waterlily (1988), ambientada en la història dels dakota.